# Kuradisäär
Kuradisäär est une île d'Estonie.